# Schefflera janowskyi
Schefflera janowskyi är en araliaväxtart som beskrevs av Hermann August Theodor Harms. Schefflera janowskyi ingår i släktet Schefflera och familjen araliaväxter. Inga underarter finns listade.